# Kumara plicatilis
A Kumara plicatilis, korábban Aloe plicatilis az egyszikűek (Liliopsida) osztályának spárgavirágúak (Asparagales) rendjébe, ezen belül a fűfafélék (Asphodelaceae) családjába tartozó faj.

## Előfordulása
A Kumara plicatilis előfordulási területe a Dél-afrikai Köztársaságban levő Nyugat-Fokföldön van. Az úgynevezett fynbos biomnak az egyik alkotónövénye. Körülbelül 17 állományáról tudnak; ezek között akár 10 kilométeres távolság is lehet.

## Megjelenése
Ennek a kis 3-5 méter magas fának vagy cserjének, több szára is lehet. A törzsén parafaszerű kérge van, mely jól ellenáll a tűznek. A pozsgás levelei legyezőszerűen helyezkednek el. A 30 centiméter hosszú és 4 centiméter széles levelei nyelvalakúak és átellenesen állnak. A hosszúkás rózsaszínes-narancssárga virágai külön termőszárakon nyílnak. Augusztus és október között virágzik.

## Életmódja
Hegyi növényfaj, mely akár a meredek sziklákon is nőhet. A jó lefolyású, homokos és kissé savas talajokat kedveli. Egyaránt megtűri a forró, száraz nyarakat és a nedves, hideg teleket.

## Felhasználása
A Kumara plicatilist a melegebb tájakon kerti dísznövényként használják. Nem tűri a versengést, emiatt más gyorsabban növő növényfajok elnyomhatják. Az illegális begyűjtése a vadonból veszélyezteti.

## Képek

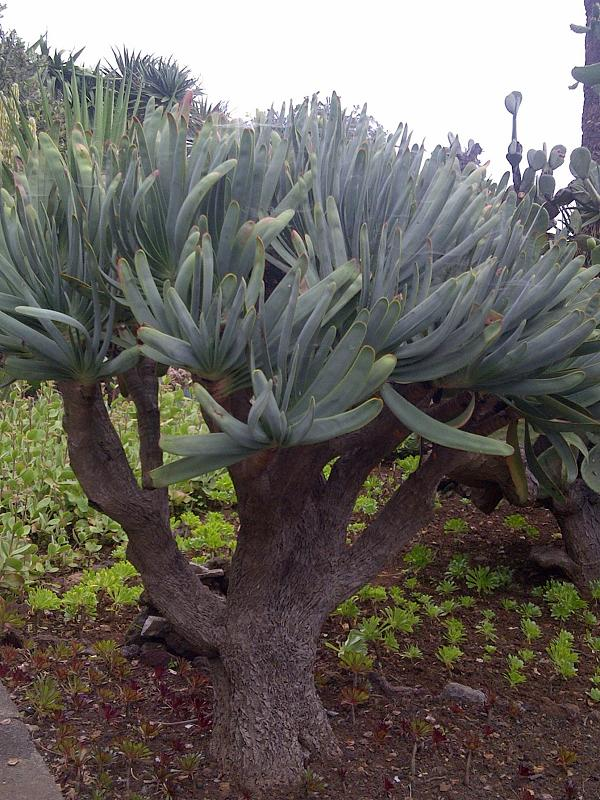
Kifejlett
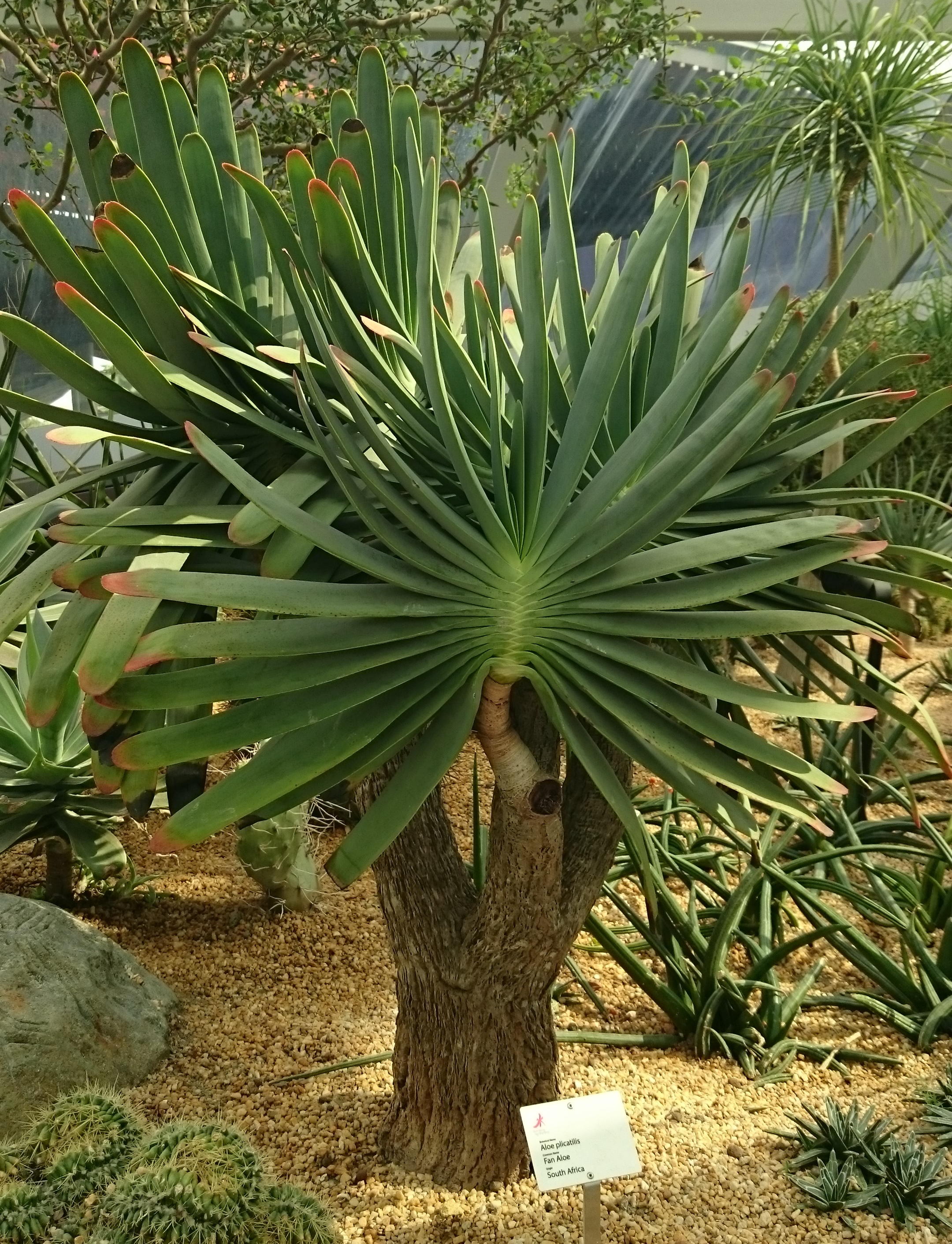
példányok
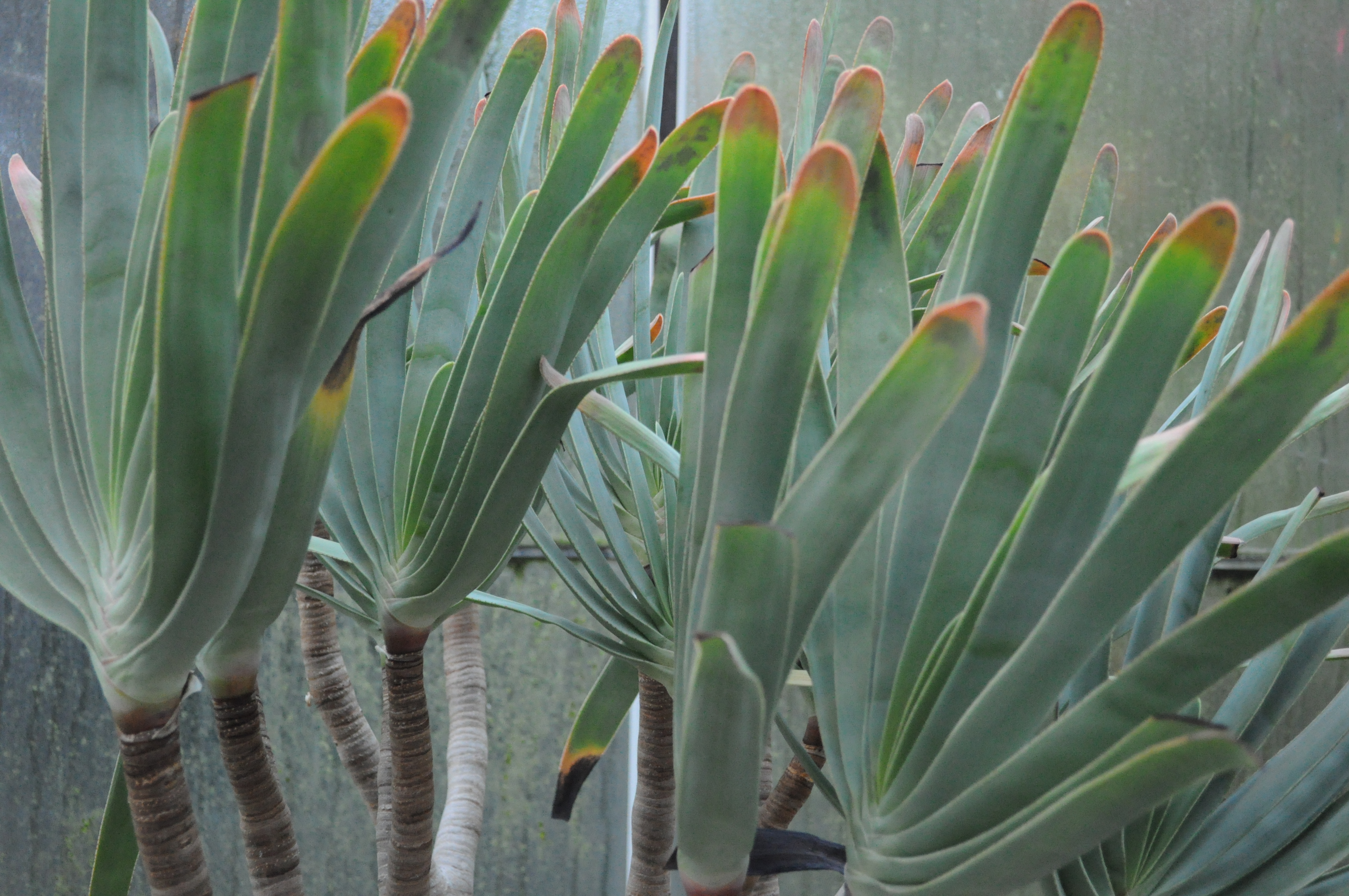
A levelei és
virágai közelről
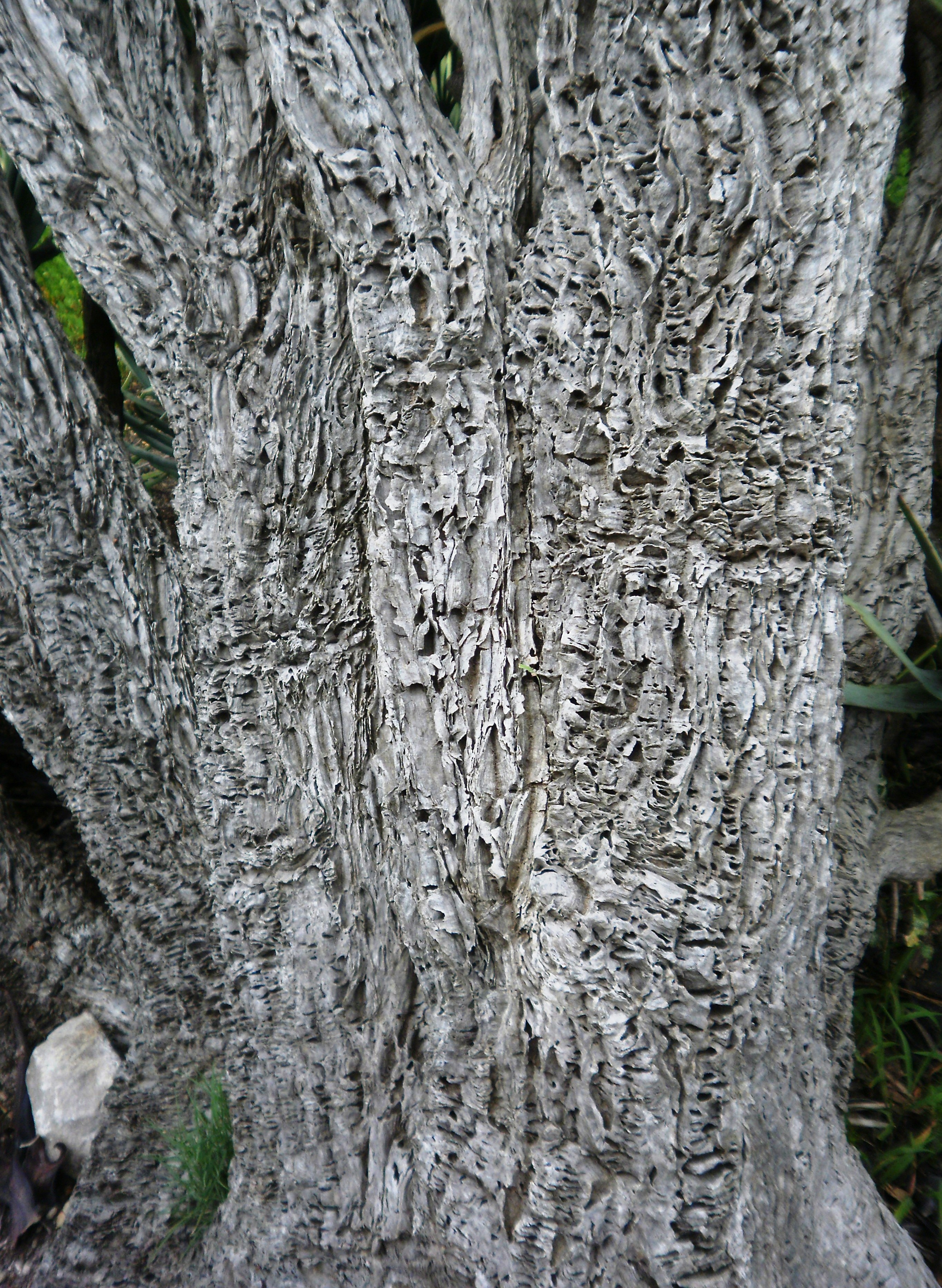
A kérge

## Fordítás
- Ez a szócikk részben vagy egészben  a   Kumara plicatilis című angol Wikipédia-szócikk ezen változatának fordításán alapul.  Az eredeti cikk szerkesztőit annak laptörténete sorolja fel. Ez a jelzés csupán a megfogalmazás eredetét és a szerzői jogokat jelzi, nem szolgál a cikkben szereplő információk forrásmegjelöléseként.